# ونينة الغربية
قرية ونينة الغربية هي إحدى القرى التابعة لمركز سوهاج بمحافظة سوهاج في جمهورية مصر العربية. حسب إحصاءات سنة 2006، بلغ إجمالي السكان في ونينة الغربية 8058 نسمة، منهم 4515 رجل و3543 امرأة.